# Dolora Zajick
Dolora Zajick (Salem, 24 marzo 1952) è un mezzosoprano statunitense.

## Biografia
Nata nell'Oregon ma cresciuta nel Nevada, la Zajick ha studiato canto con Ted Puffer. Si è laureata presso l'Università del Nevada-Reno con una laurea ed un master in musica prima di andare a New York per ulteriori studi musicali presso la Manhattan School of Music. Dopo aver vinto la Medaglia di Bronzo al 7º Concorso internazionale Čajkovskij di Mosca è stata accettata nella San Francisco Opera dove ha debuttato nel ruolo di Azucena ne Il trovatore, lanciandola nello star system internazionale. È una ex alunna del programma Adler Fellowship  (1984-85).
Nel 2005 ha creato il ruolo di Elvira Griffiths in An American Tragedy di Tobias Picker al Metropolitan Opera House di New York.
Dal suo debutto a San Francisco, ha cantato con il Metropolitan Opera, il Lyric Opera di Chicago, la Houston Grand Opera, l'Arena di Verona, il Teatro dell'Opera di Vienna, l'Opera Bastille, La Scala e la Royal Opera House, Covent Garden. Ha cantato con alcuni tra i più importanti direttori d'orchestra della sua epoca tra cui James Conlon, Daniele Gatti, Valery Gergiev, James Levine, Lorin Maazel, Zubin Mehta, Riccardo Muti e Michael Tilson Thomas.
Dal 2006, oltre alla sua carriera artistica, la Zajick lavora all'Institute for Young Dramatic Voices.

## Repertorio
| Ruolo                   | Titolo                   | Autore      |
| ----------------------- | ------------------------ | ----------- |
| Adalgisa                | Norma                    | Bellini     |
| Mrs. Goose              | The Turn of the Screw    | Britten     |
| Giovanna d'Orléans      | La pulzella d'Orléans    | Čajkovskij  |
| La Contessa             | La dama di picche        | Čajkovskij  |
| Rosa                    | L'arlesiana              | Cilea       |
| Principessa di Bouillon | Adriana Lecouvreur       | Cilea       |
| Leonora di Guzman       | La favorita              | Donizetti   |
| Ježibaba                | Rusalka                  | Dvořák      |
| Gertrud                 | Hänsel und Gretel        | Humperdinck |
| Kabaniča                | Kát'a Kabanová           | Janáček     |
| Santuzza                | Cavalleria rusticana     | Mascagni    |
| Hérodiade               | Hérodiade                | Massenet    |
| Marfa                   | Chovanščina              | Musorgskij  |
| Laura Adorno            | La Gioconda              | Ponchielli  |
| Madame de Croissy       | Dialogues des Carmélites | Poulenc     |
| La Zia Principessa      | Suor Angelica            | Puccini     |
| Dalila                  | Samson et Dalila         | Saint-Saëns |
| Lady Macbeth            | Macbeth                  | Verdi       |
| Azucena                 | Il trovatore             | Verdi       |
| Ulrica                  | Un ballo in maschera     | Verdi       |
| Preziosilla             | La forza del destino     | Verdi       |
| Principessa d'Eboli     | Don Carlo                | Verdi       |
| Amneris                 | Aida                     | Verdi       |
| Mary                    | Der fliegende Holländer  | Wagner      |
| Ortrud                  | Lohengrin                | Wagner      |

## Discografia parziale
| Anno | Titolo Ruolo                     | Cast                                                  | Direttore         | Etichetta     |
| ---- | -------------------------------- | ----------------------------------------------------- | ----------------- | ------------- |
| 1986 | La forza del destino Preziosilla | Plácido Domingo, Mirella Freni, Giorgio Zancanaro     | Riccardo Muti     | EMI           |
| 1990 | Aida Amneris                     | Aprile Millo, Placido Domingo, Samuel Ramey           | James Levine      | Sony          |
| 1991 | Il trovatore Azucena             | Placido Domingo, Aprile Millo, Vladimir Černov        | James Levine      | Sony          |
| 1992 | Don Carlo Principessa d'Eboli    | Ferruccio Furlanetto, Aprile Millo, Micheal Sylvester | James Levine      | Sony          |
| 1998 | Rusalka Jezibaba                 | Renée Fleming, Ben Heppner, Eva Urbanová              | Charles Mackerras | Decca Records |

## DVD & BLU-RAY parziale
| Anno | Titolo Ruolo         | Cast                                                | Direttore    | Etichetta           |
| ---- | -------------------- | --------------------------------------------------- | ------------ | ------------------- |
| 1988 | Il trovatore Azucena | Luciano Pavarotti, Sherrill Milnes, Éva Marton      | James Levine | Deutsche Grammophon |
| 1989 | Aida Amneris         | Aprile Millo, Plácido Domingo, Sherrill Milnes      | James Levine | Deutsche Grammophon |
| 1992 | Aida Amneris         | Maria Chiara, Kristján Jóhannsson, Nikola Gjuzelev  | Nello Santi  | Naxos               |
| 2002 | Aida Amneris         | Fiorenza Cedolins, Walter Fraccaro, Giacomo Prestia | Daniel Oren  | Brillant Classics   |